# Kreiz
 (juillet 2018).
Si vous disposez d'ouvrages ou d'articles de référence ou si vous connaissez des sites web de qualité traitant du thème abordé ici, merci de compléter l'article en donnant les références utiles à sa vérifiabilité et en les liant à la section « Notes et références ».
Kreiz est un village situé dans la région du Gharb, au Maroc, à 33 km de la ville de Kénitra. Il est traversé par la route secondaire 206 qui relie Kénitra à Sidi Allal Tazi.